# Alt St. Katharina (Köln-Niehl)

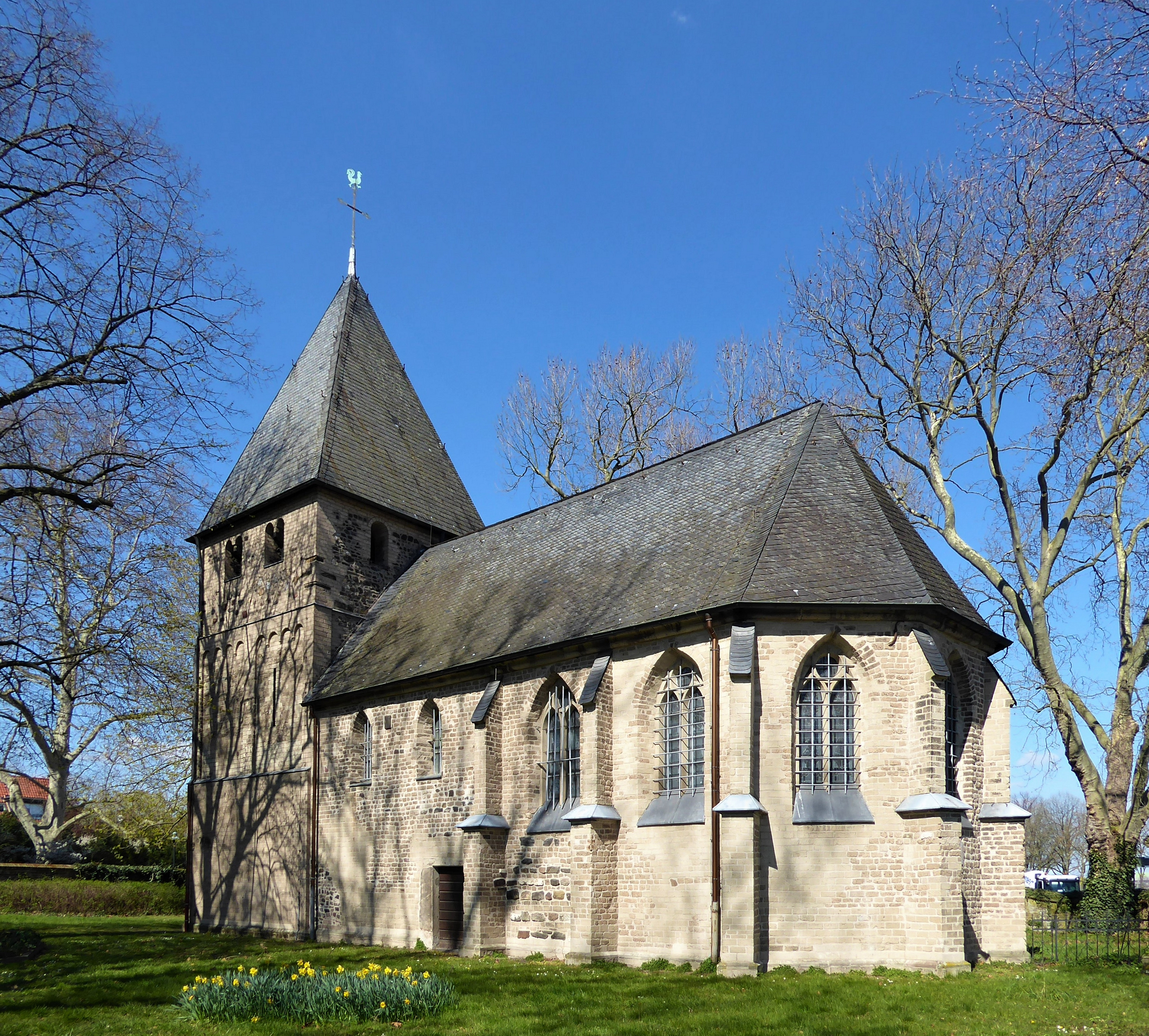
Alt St. Katharina

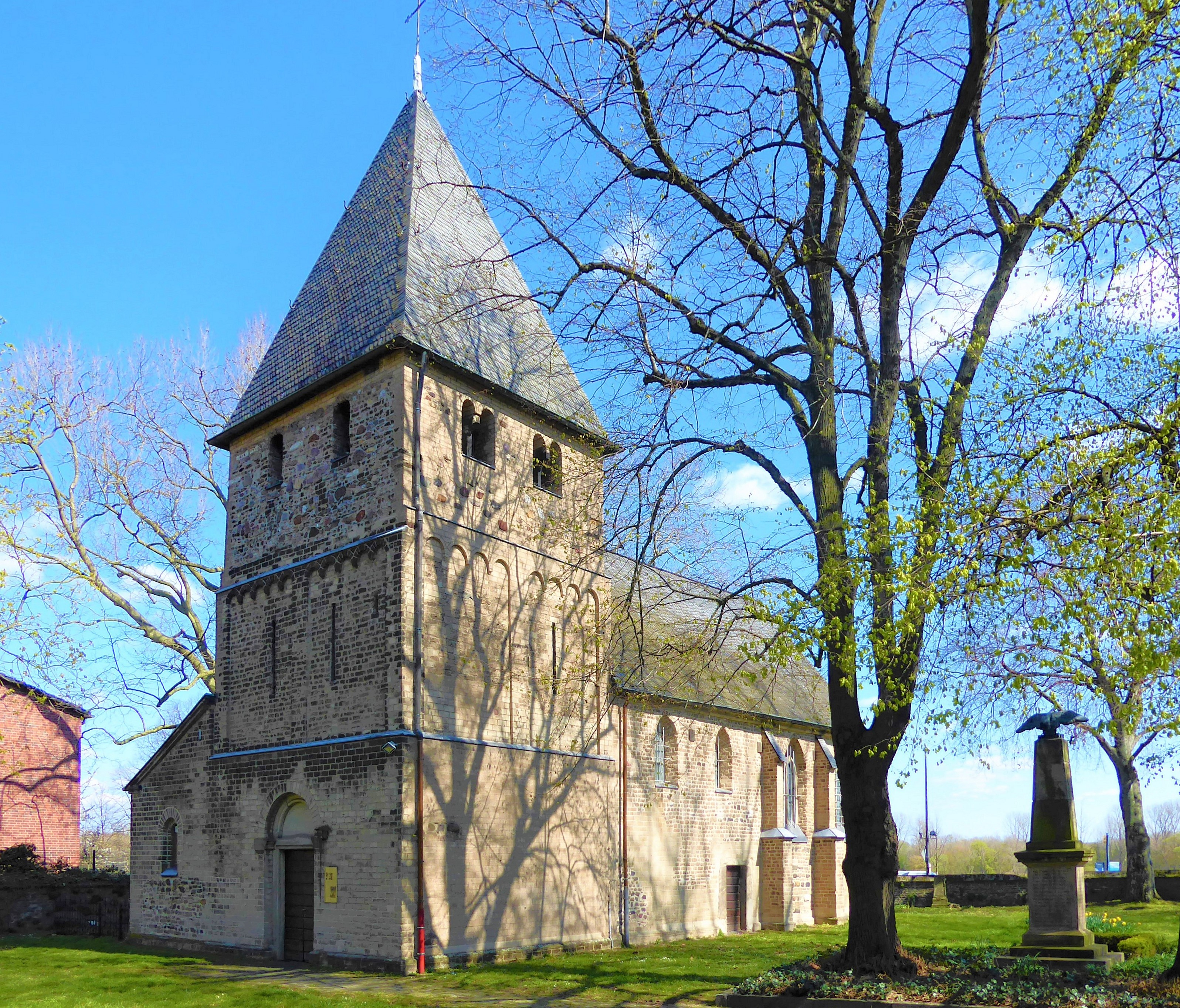
Blick zum Turm

Alt St. Katharina (auch Niehler Dömchen) ist eine römisch-katholische Kirche in Köln-Niehl in Nordrhein-Westfalen. Sie liegt geostet unmittelbar am Rheinufer jenseits des Niehler Damms.

## Geschichte
Niehl wurde erstmals 927 bei einer erzbischöflichen Schenkung an das Kölner Ursulastift erwähnt, 1080 bei einer weiteren an das Kunibertsstift. Im Güterbesitz des Kunibertstiftes wurde 1236 eine dem Stift zugehörige Kapelle als Filiale des Stifts genannt. 1260 wurde der Hauptaltar der Kapelle durch den Weihbischof Heinrich I. von Montfort der Hl. Katharina geweiht. Sie war Pfarrkirche für das Gebiet von Nippes bis Niehl.
Alt St. Katharina wurde im 12. Jahrhundert als dreischiffige romanische Basilika mit Westturm errichtet. Mitte des 13. Jahrhunderts wurde der Chor gotisch erneuert und das südliche Seitenschiff abgerissen. Um 1400 erfolgte die Einwölbung des Mittelschiffes. Die Sakristei entstand um 1600. 1894 wurde das nördliche Seitenschiff auf den alten Fundamenten rekonstruiert. Da die Kirche für die Bevölkerung zu klein wurde, errichtete Theodor Kremer 1892–94 Neu-St. Katharina als größere Pfarrkirche etwas weiter südlich und mitten in Niehl. Sie ist über die Sebastianstraße mit der alten Kirche verbunden.

## Ausstattung
Einige alte Kunstwerke stammen noch aus früherer Zeit: die Kanzel mit dem Bild der hl. Katharina und der Jahreszahl 1622 und eine gekrönte Madonna aus dem 16. Jh. Eine Skulptur des Abendmahls aus der Zeit um 1430 und weitere Ausstattungsstücke sind heute in Neu-St. Katharina. Die vorhandene Kreuzigungsgruppe ist aus dem 18. Jahrhundert.
Die Kirche hat, obwohl sie nicht mehr Pfarrkirche war, dennoch neuere Ausstattungen erfahren. Die beiden Glocken stammen aus dem Jahre 1977, die Chorfenster, ein Werk von Vincenz Pieper von 1978, die Fenster des Langhauses von 1988 (Dieter Hartmann).
Die Orgel wurde 1982 von dem Orgelbauer Gerd Weyland (Opladen) erbaut. Das Schleifladen-Instrument hat 6 Register auf einem Manualwerk. Die Register sind bei h0/c0 in Bass- und Diskantseite geteilt. Für die Diskantseite gibt es einen Tremulanten. Das Pedal (C–f1) ist ständig angehängt. Die Spiel- und Registertraktur ist mechanisch.
| Manualwerk - Bass C–g3 |                         |       |
| 1.                     | Gedeckt / Rohrflöte     | 8′    |
| 2.                     | Prinzipal / Dolkan      | 4′    |
| 3.                     | Quinte / Sesquialter II | 2 ⁄3′ |

| (Fortsetzung) |                |    |
| 4.            | Prinzipal      | 2′ |
| 5.            | Zimbel II-III  | 1′ |
| 6.            | Krummhornregal | 8′ |

| Pedal C–f1 (angehängt) |

## Nutzung

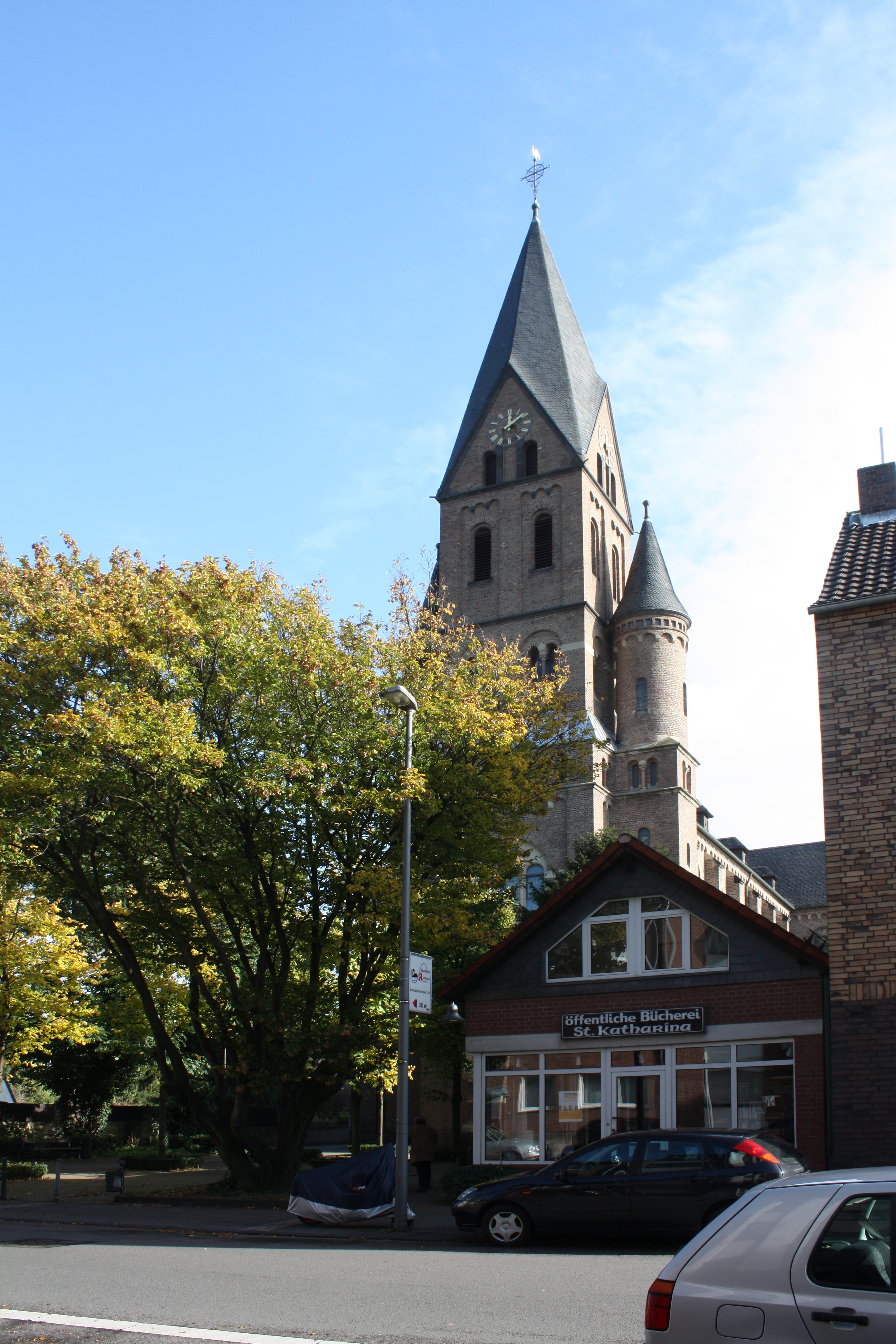
Pfarrkirche St. Katharina

Die Kirche ist freitags am Spätnachmittag geöffnet für eine Messe und am Mittwoch früh für einen Schulgottesdienst der benachbarten Grundschule. Mit ehrenamtlichen Personen soll eine häufigere Öffnung erreicht werden.

## Weitere romanische Kirchen in Köln
siehe: Förderverein Romanische Kirchen Köln